# Fortaleza de Cacela

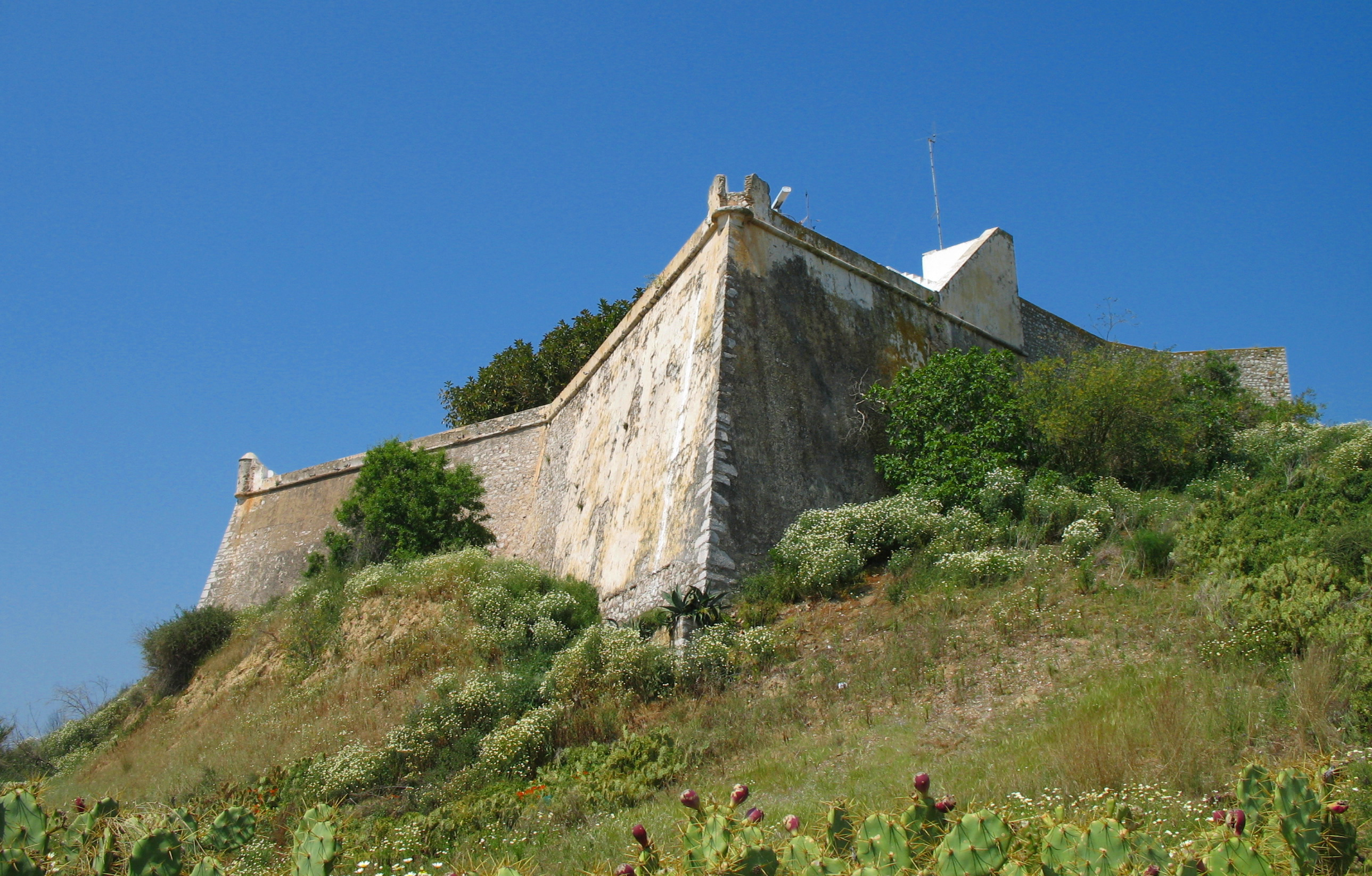
Blick vom Ort auf die Festung

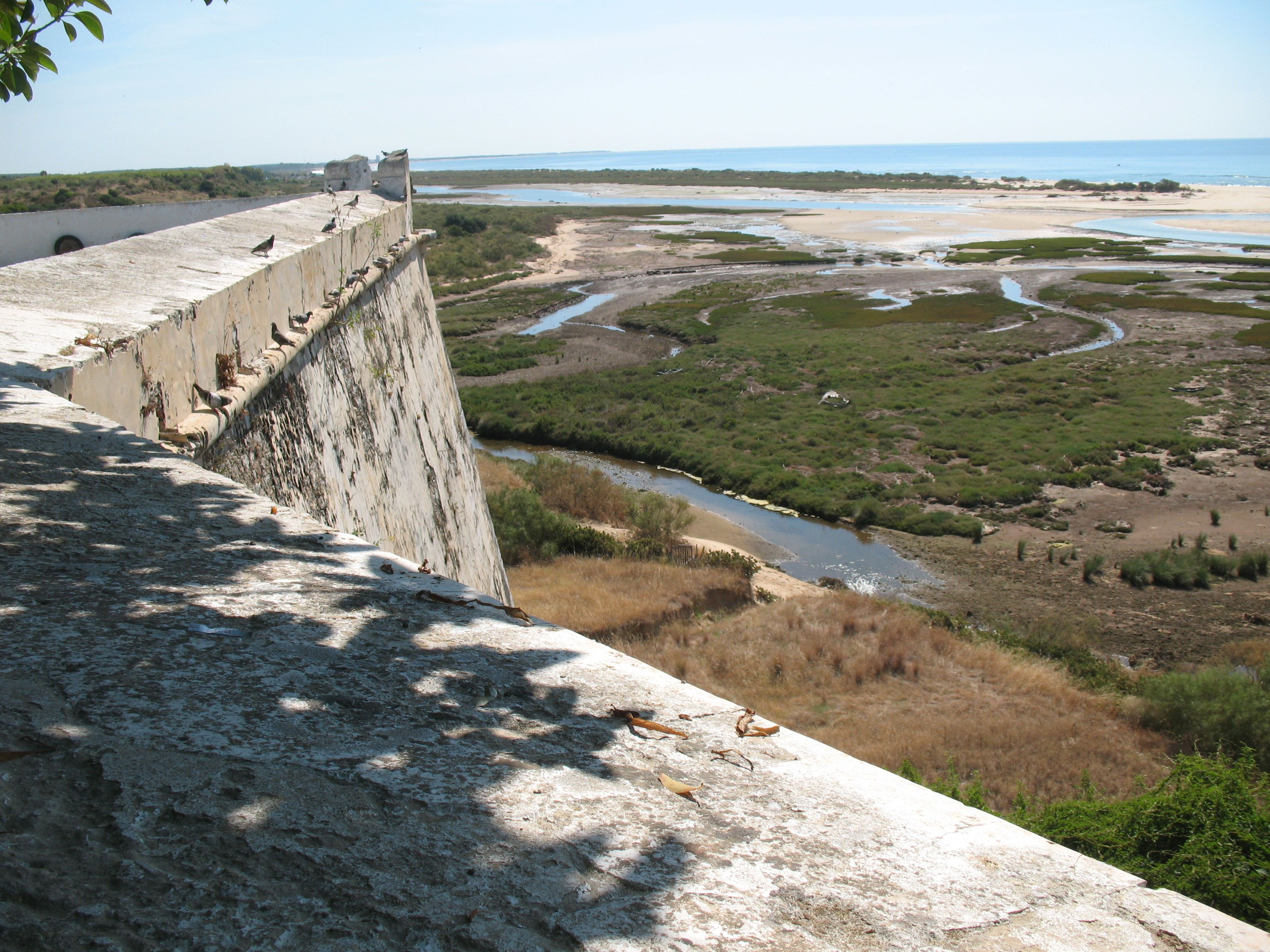
Blick von der Festung auf die Küste der Ria Formosa

Die Fortaleza de Cacela  ist eine Festung oberhalb von Cacela im Südosten Portugals. Cacela, das im Kreis Vila Nova de Cacela liegt, erhielt unter den Umayyaden im 10. Jahrhundert einen Festungsbau für ländliche Gebiete (hisn). Die heutige Festung stammt aus dem 16. und 17. Jahrhundert.
Sie war Teil einer Kette von Festungen, die die Küste schützen sollte, vor allem aber die Lagune, die Ria Formosa und damit die Zufahrt nach Tavira. In muslimischer Zeit hieß der Bau Cacetalate Darrague nach der dort ansässigen Berberfamilie Darrag Alcacetali. Abu Omar ibn Darrag wurde 958 auf der Burg geboren († 1030). Er wurde Kanzler des Kalifats von Córdoba und ein berühmter Dichter am Hof al-Mansurs.
Nach dem Zerfall des Kalifats (bis 1031) entstanden zahlreiche Königreiche im muslimischen Teil der iberischen Halbinsel, unter ihnen Faro. Der Süden der Halbinsel wurde jedoch bald von Sevilla beherrscht. Auch Almoraviden und Almohaden nutzten die Festungskette zum Schutz ihrer Ansprüche. Als die Almohaden 1168 die Region eroberten, griffen die Truppen von Sidi Abu Yakub, dem Sohn Abd al-Mu'mins, von hier aus Tavira an.
Nach der Eroberung der Region durch Portugal im Jahr 1240 wurde die Festung dem Santiagoorden übergeben. Sie diente vor allem zur Sicherung der Grenze gegen das muslimische Granada und später gegen Kastilien.
Paio Peres Correia, General des Santiago-Ordens, unterstützte den König bei der Eroberung von Tavira, Silves und Aljezur, Dom Fernando de Castela bei der Eroberung von Murcia, Jaén und Sevilla.
Die Festung wurde durch das Erdbeben von 1755 schwer beschädigt, danach jedoch zwischen 1770 und 1794 wieder aufgebaut. Im 19. und 20. Jahrhundert wurde sie stark vernachlässigt und war vom Verfall bedroht, so dass die Gebäude in der Burg gleichfalls gefährdet waren. Die Stiftung CASTRUM sorgte für eine Restaurierung mit alten Techniken, wie der Taipa-Technik, in der die Ziegel bzw. der Mörtel verarbeitet wurden. Heute ist sie Sitz der Brigada Fiscal, die für den Küstenschutz zuständig ist. In der Festung finden auch kulturelle Veranstaltungen, wie etwa Lesungen statt.